# Marius (Les Misérables)
Pour les articles homonymes, voir Marius.
 (octobre 2021).
Marius Pontmercy est un personnage du roman Les Misérables de Victor Hugo.

## Biographie du personnage

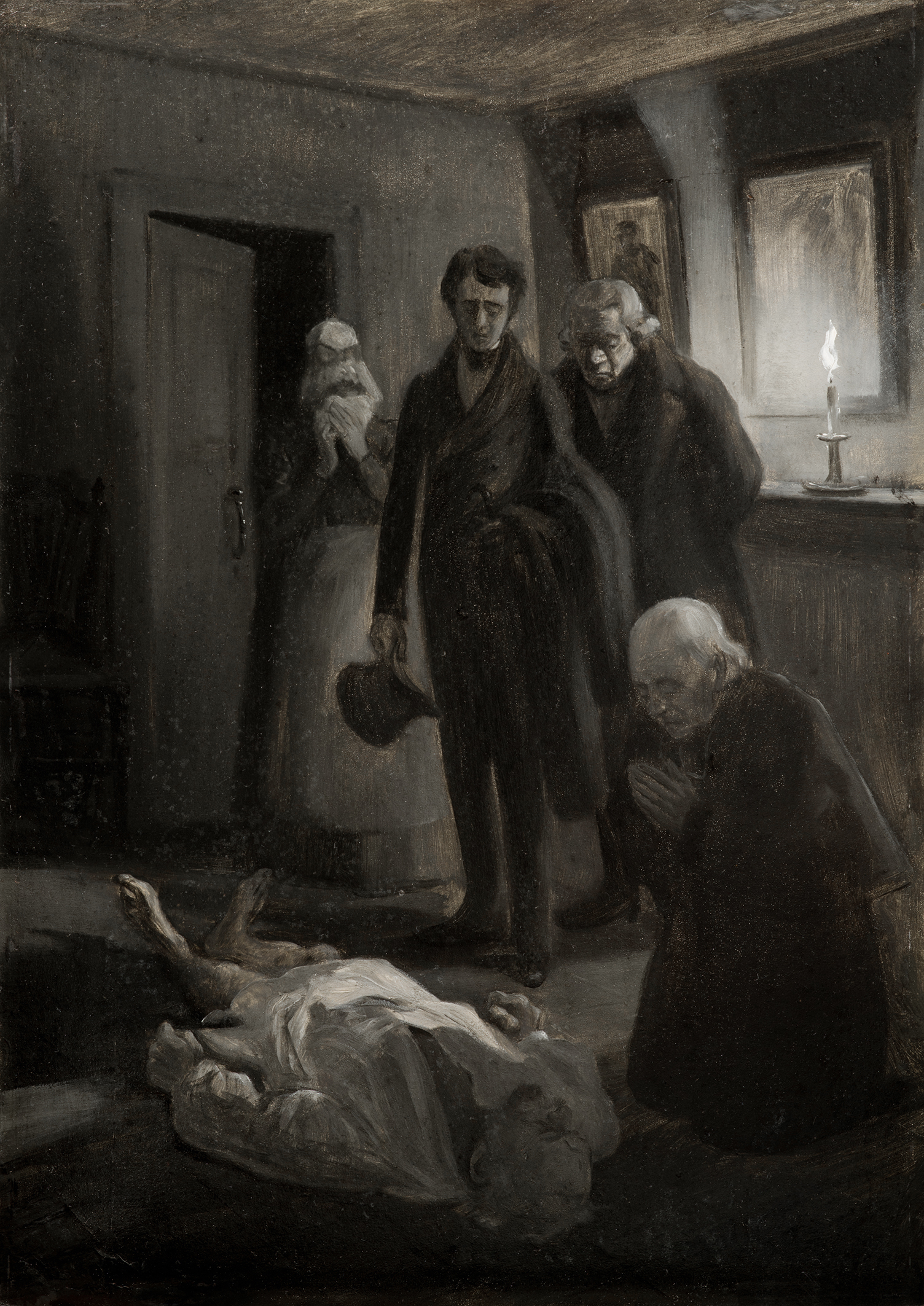
Marius devant la dépouille de son père : On distinguait sur la joue du colonel gisant et pâle, une grosse larme qui avait coulé de son œil mort. […] Cette larme, c'était le retard de son fils.
Huile sur carton de Pierre Georges Jeanniot.

Marius, le jeune premier des Misérables, naît en 1810. Son père est l'officier de l'armée napoléonienne Georges Pontmercy qui a combattu héroïquement à Waterloo où Napoléon lui a crié « Tu es colonel, tu es baron, tu es officier de la Légion d'honneur ». La bravoure de Pontmercy lui a valu de recevoir un coup de sabre en pleine figure avant de s'effondrer sur le champ de bataille dans la débâcle générale. Alors que l'abominable Thénardier, détrousseur de cadavres le 18 juin 1815 à Waterloo, fouille le colonel, la confusion de Pontmercy gravement blessé, croyant que cet homme tentait de le secourir, pèsera plus tard lourdement dans la vie de Marius.

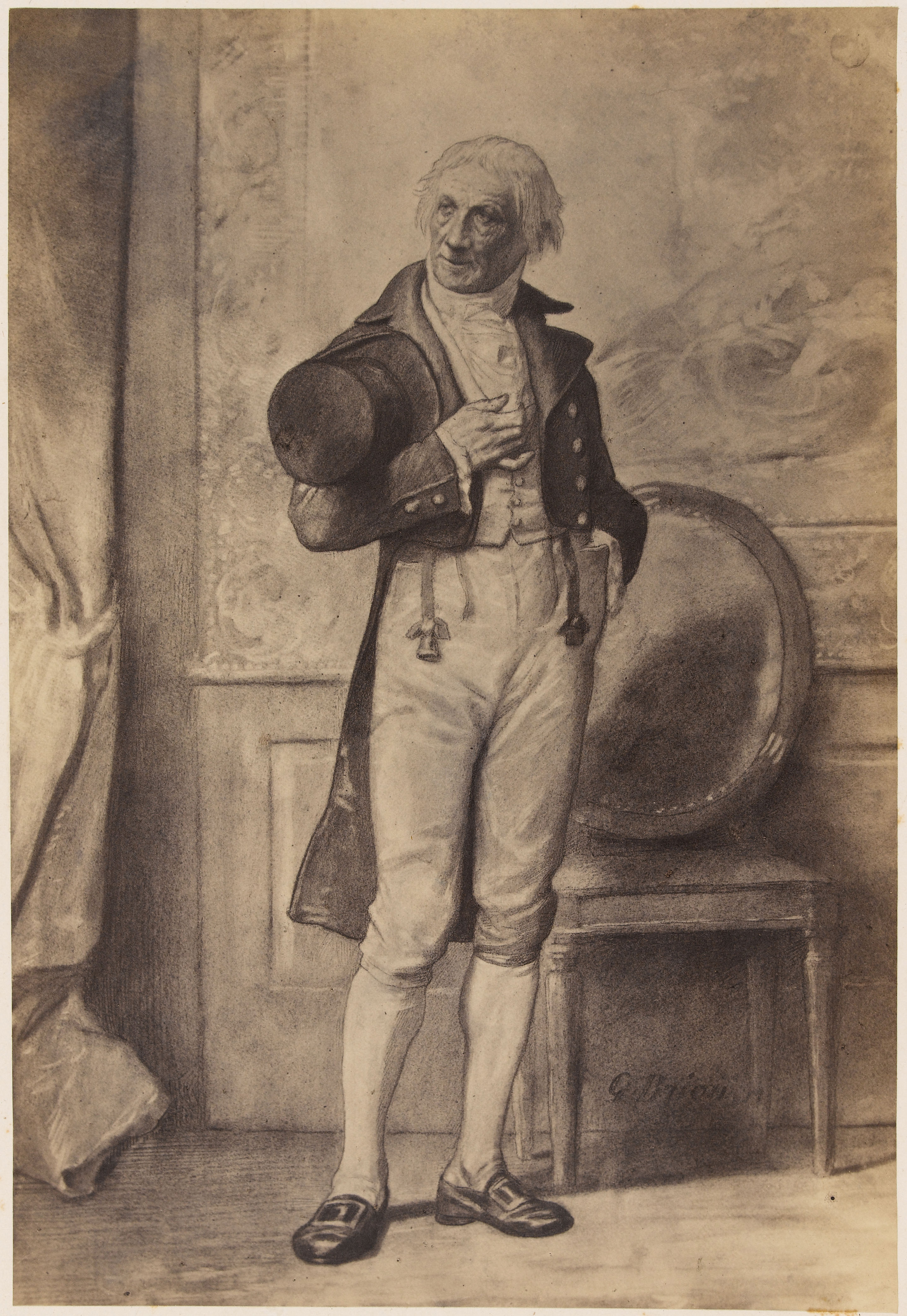
Monsieur Gillenormand, grand-père de Marius, vêtu à la mode des Incroyables.
Illustration de Gustave Brion.

Georges Pontmercy s'est marié, sous l'Empire, avec la fille cadette du riche bourgeois royaliste Luc-Esprit Gillenormand, réticent à ce mariage. Le couple n'a eu qu'un seul fils.
En 1815, lors du décès de la mère de Marius, le grand-père fait un chantage à son gendre pour obtenir la garde de son petit-fils, menaçant de déshériter celui-ci s'il refuse. Georges Pontmercy, mis en résidence surveillée à Vernon (Eure) par la Restauration et appauvri par le régime de Louis XVIII, cède à son beau-père et se sacrifie dans l'intérêt de son fils. Le grand-père coupe toutes relations avec Georges Pontmercy allant jusqu'à lui interdire de revoir son fils. Néanmoins, le père, malgré la surveillance dont il est l'objet et la distance, fait régulièrement le voyage de Vernon à Paris pour apercevoir son enfant à la messe de l'église Saint-Sulpice. Cet homme balafré qui pleure, caché derrière un pilier, attire l'attention du père Mabeuf, marguillier de la paroisse, qui se prend d'amitié pour lui. Plus tard, le père Mabeuf jouera un rôle dans la vie de Marius devenu étudiant pauvre à Paris.
M. Gillenormand qualifie son gendre de « honte de la famille » et ne fait jamais qu'allusion à lui que pour se moquer de sa « baronnie » faite par « Buonaparté ». De ce fait, Marius n'a qu'une idée dévalorisée de ce père qu'il ne connaît pas.
Marius est donc élevé par son grand-père et par sa tante, une vieille fille qu'on appelle « mademoiselle Gillenormand l'aînée ». À Paris, ils habitent d'abord rive gauche, rue Servandoni (près de l'église Saint-Sulpice) qu'ils quittent en 1827 pour s'installer rive droite dans le quartier du Marais au « 6, rue des Filles-du-Calvaire ». Marius a 17 ans et son grand-père l'idolâtre.
Alors qu'ils viennent juste de s'installer dans le Marais, Georges Pontmercy tombe gravement malade et écrit à M. Gillenormand pour solliciter la visite de son fils. Marius arrive trop tard à Vernon, son père est décédé dans un accès de délire en allant au-devant de lui. Georges Pontmercy lui a laissé une lettre : « L’empereur m’a fait baron sur le champ de bataille de Waterloo. Puisque la Restauration me conteste ce titre que j’ai payé de mon sang, mon fils le prendra et le portera. Il va sans dire qu’il en sera digne. À cette même bataille de Waterloo, un sergent m'a sauvé la vie. Cet homme s'appelle Thénardier. Dans ces derniers temps, je crois qu'il tenait une petite auberge dans les environs de Paris, à Chelles ou à Montfermeil. Si mon fils le rencontre, il fera à Thénardier tout le bien qu'il pourra. »
C'est tout ce dont il hérite de son père, la vente du mobilier suffit à peine à payer l'enterrement.
Un jour, à la messe de l'église Saint-Sulpice, en utilisant par erreur une chaise réservée, Marius fait la connaissance du marguillier Mabeuf qui lui apprend que son père venait souvent ici pour l'apercevoir. Marius, qui a entrepris des études de droit, se met à dévorer toute la littérature consacrée à l'Empire, à la république et à ses héros. Il est ébloui et découvre qui était son père et se met à l'adorer en portant désormais son deuil.

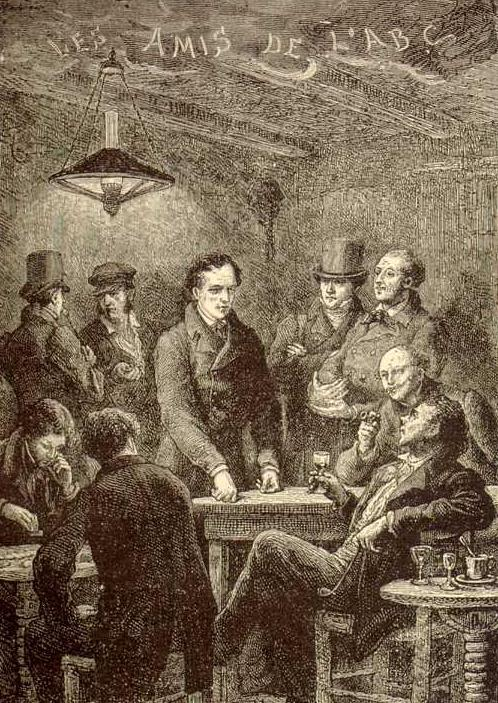
Les « Amis de l'ABC ».
Illustration de Frédéric Lix.

Un bouleversement idéologique s'opère en lui et le royaliste qu'il était de fait devient un démocrate-bonapartiste qui s'oppose à son royaliste de grand-père et Marius quitte alors le domicile familial. En intégrant le Quartier Latin, il fréquente le groupe révolutionnaire des Amis de l'ABC et connaît la misère. On est en 1830 et Marius a vingt ans.

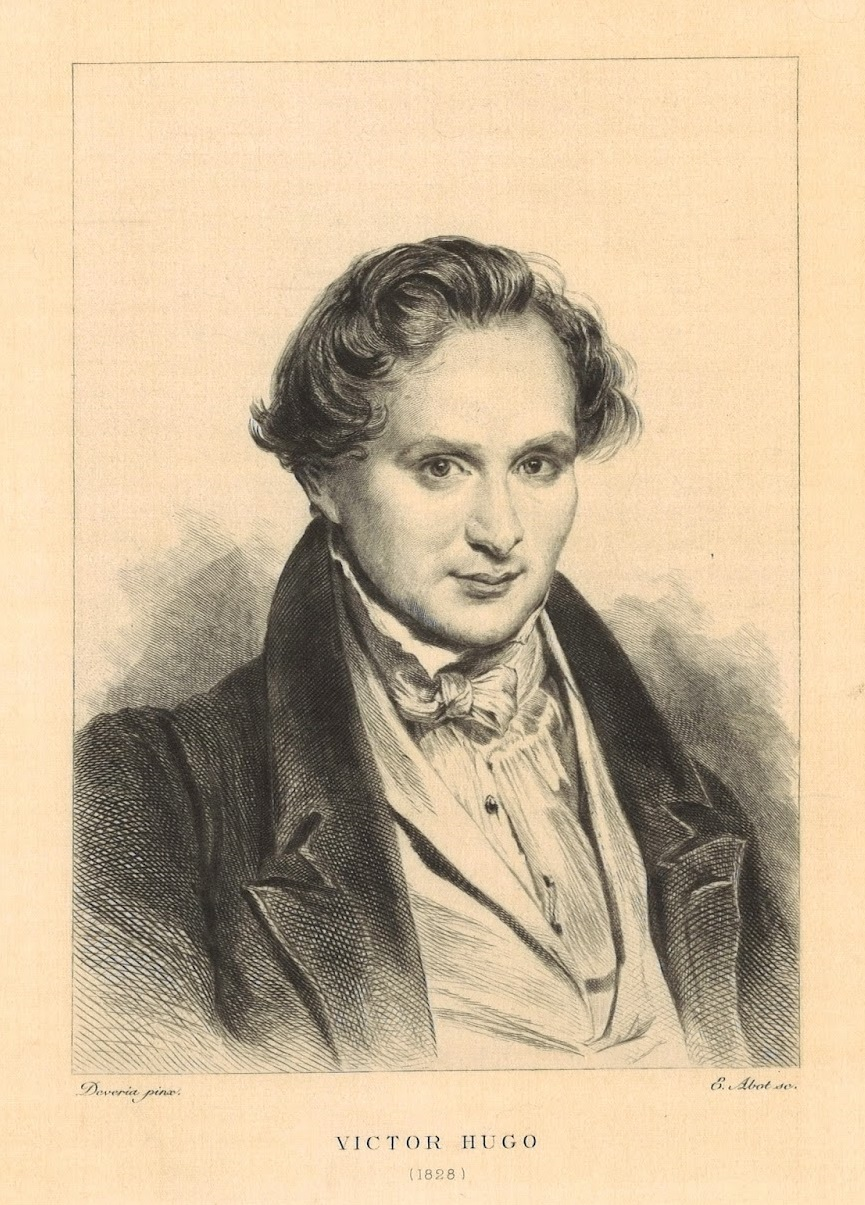
Victor Hugo jeune homme, tel qu'il se décrit sous les traits de Marius.
Portrait par Achille Devéria (1828).

Ici, il faut faire une parenthèse pour préciser que le personnage de Marius est un reflet de Victor Hugo touché par un même revirement politique plus une ressemblance physique indubitable entre Hugo jeune homme et Marius étudiant : « Marius était à cette époque un beau jeune homme de taille moyenne, avec d'épais cheveux très noirs, un front haut et intelligent, les narines ouvertes et passionnées, l'air sincère et calme, et sur tout son visage je ne sais quoi qui était hautain, pensif et innocent. […] Comme sa bouche était charmante, ses lèvres les plus vermeilles et ses dents les plus blanches du monde, son sourire corrigeait ce que toute sa physionomie avait de sévère. À de certains moments, c'était un singulier contraste que ce front chaste et ce sourire voluptueux. Il avait l'œil petit et le regard grand. »
Marius a, entre-temps, achevé ses études et il est avocat. Mais il survit en donnant des leçons particulières. Après avoir été hébergé par son ami Courfeyrac puis avoir habité l'hôtel avec ses derniers sous, il est contraint de louer une misérable chambre dans la masure Gorbeau du boulevard de l'Hôpital. Marius a deux amis, dont le jeune Courfeyrac et un deuxième, le vieux Mabeuf. Ce dernier connaît des revers de fortune et sombre peu à peu dans la misère. Il demeure non loin de Marius puisqu'il vit dans une petite chaumière du côté de la Salpêtrière, dans ce qui était encore le village d'Austerlitz.
Marius va attirer l'attention de deux jeunes filles dans les mois qui suivent, car : « Au temps de sa pire misère, il remarquait que les jeunes filles se retournaient quand il passait, et il se sauvait ou se cachait, la mort dans l'âme. Il pensait qu'elles le regardaient pour ses vieux habits et qu'elles en riaient ; le fait est qu'elles le regardaient pour sa grâce et qu'elles en rêvaient. »

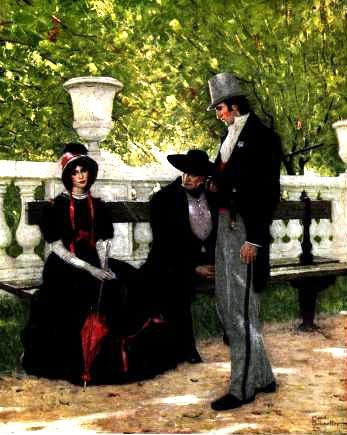
Marius passe devant « le banc » de Cosette et Jean Valjean au jardin du Luxembourg.
Illustration de Mead Schaeffer (1900).

Vers la fin de l'année 1830, lors de ses promenades quotidiennes au Jardin du Luxembourg, Marius remarque, assis sur un banc de l'une des allées les plus isolées, une fillette maigre habillée en noir accompagnée de son père, un monsieur aux cheveux très blancs. Son ami Courfeyrac les a surnommés « mademoiselle Lanoire et monsieur Leblanc ». Six mois plus tard, en juin 1831, lorsque Marius reprend ses promenades dans « son allée » du Jardin du Luxembourg, il reconnaît M. Leblanc, mais pas Mlle Lanoire. C'est une très jolie jeune fille d'environ 15 ans et Marius retrouve en elle les traits de la fillette maussade de l'année dernière. Un certain jour d'été, alors que leurs regards se croisaient jusque-là avec indifférence, leurs yeux s'illuminent soudainement. Marius et la jeune fille échangent un dialogue amoureux muet qui ne passe pas inaperçu à M. Leblanc. Marius s'enhardit jusqu'à les suivre à leur domicile de la rue de l'Ouest, ce qui inquiète M. Leblanc. À partir de là, leurs apparitions au Luxembourg s'espacent jusqu'à ce qu'ils quittent soudainement leur domicile. Marius perd leur trace et l'hiver arrive sans qu'il l'ait retrouvée. En désespoir de cause, il fréquente davantage Courfeyrac et les amis révolutionnaires de l'ABC.

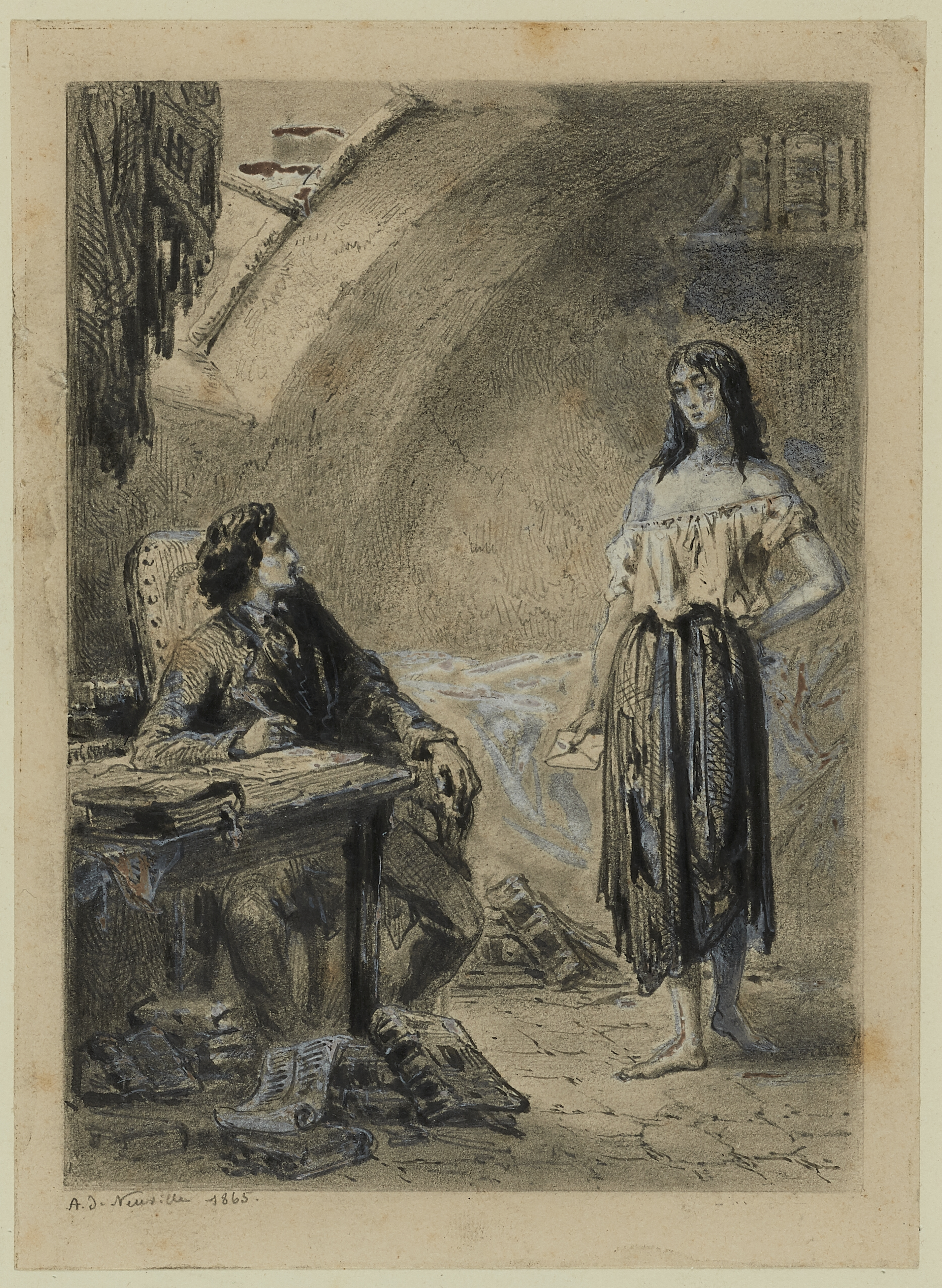
Éponine remet une lettre à Marius dans la masure Gorbeau.
Dessin d'Alphonse de Neuville.

Une autre jeune fille fait irruption dans sa vie un matin de février 1832. C'est « une rose dans la misère », la fille aînée de ses voisins d'infortune, la famille Jondrette. Le père envoie ses filles faire la mendicité un peu partout et c'est pourquoi elle se présente dans la chambre de Marius. S'il n'a pas remarqué cette fille jusqu'alors, elle semble bien le connaître et l'appelle Monsieur Marius. Elle va être un élément important de son destin, car Éponine, si elle est bien la fille des Jondrette, ses parents ne sont autres que les Thénardier, des malfrats de la pire espèce qui exploitent leurs enfants. Marius a vainement cherché ce Thénardier du côté de Montfermeil pour respecter le souhait de son père et il ignore à ce moment de l'histoire que Jondrette et Thénardier ne font qu'un. Éponine, déjà amoureuse de Marius sans qu'il s'en doute, va l'aider à retrouver sa dulcinée du Luxembourg bien qu'en proie à la jalousie, mais sans que ce sentiment ne prenne jamais le dessus lorsqu'il s'agira de défendre le bonheur de l'élu de son cœur.
Marius, qui a vu « la misère de l'enfant » dans Éponine, se met à observer ses voisins et découvre petit à petit que monsieur et madame Jondrette sont de dangereux individus que rien ne peut racheter.
Au cours des pérégrinations commanditées par son père, Éponine amène un jour dans le taudis familial « le bon monsieur philanthrope de l'église Saint-Jacques-du-Haut-Pas » qui vient leur faire l'aumône. Marius, qui s'est posté à un observatoire de sa chambre d'où il ne perd rien de ce qui se passe chez ses voisins, voit entrer avec stupeur M. Leblanc et sa belle inconnue du Luxembourg qu'il croyait perdue à tout jamais.
Jondrette semble reconnaître M. Leblanc et s'invente un nom d'artiste dramatique sans emploi, Fabantou, ce qui ne manque pas d'indiquer à Marius que ce Jondrette est une vraie crapule. Il joue un numéro de père de famille sur le point d'être expulsé pour inciter son bienfaiteur à revenir le soir même pour lui remettre l'argent des prétendus loyers impayés. M. Leblanc et sa fille s'en vont en fiacre, Marius veut les suivre, mais sans succès, car il n'a plus d'argent pour payer le cocher. En regagnant son domicile, il a l'idée de demander à Éponine de l'aider à retrouver l'adresse des inconnus. Celle-ci devine que Marius est surtout intéressé par la « belle demoiselle », mais, même jalouse, elle accepte de l'aider. Depuis sa chambre, Marius entend Jondrette qui prépare un guet-apens pour M. Leblanc. Il semble avoir identifié ce M. Leblanc qui apparaît du coup moins limpide aux yeux de Marius. Jondrette sollicite une bande de dangereux bandits, les Patron-Minette, pour son traquenard du soir. Marius se rend au poste de police afin de signaler aux autorités ce qui se trame et l'inspecteur Javert lui demande de tirer un coup de pistolet d'alarme lorsqu'il y aura effectivement début d'agression, ce qui déclenchera l'intervention de son équipe.
Le soir venu, M. Leblanc tombe dans le piège fomenté par Thénardier et sa bande. Mais Marius se retrouve en plein dilemme lorsque Jondrette déclare à M. Leblanc qu'il n'est autre que Thénardier qu'il a déjà rencontré par le passé à Montfermeil. La police fait irruption dans le bouge et capture les bandits sans toutefois identifier la victime qui a réussi à s'enfuir dans la confusion générale, ce qui fait dire à Javert que « Ce devait être le meilleur ! »
Marius est contraint d'abandonner sa chambre étant dans l'impossibilité d'expliquer à l'inspecteur Javert pourquoi il n'a pas déclenché l'alarme comme convenu. La famille Jondrette étant incarcérée, tout le monde se perd de vue en désertant la masure Gorbeau.

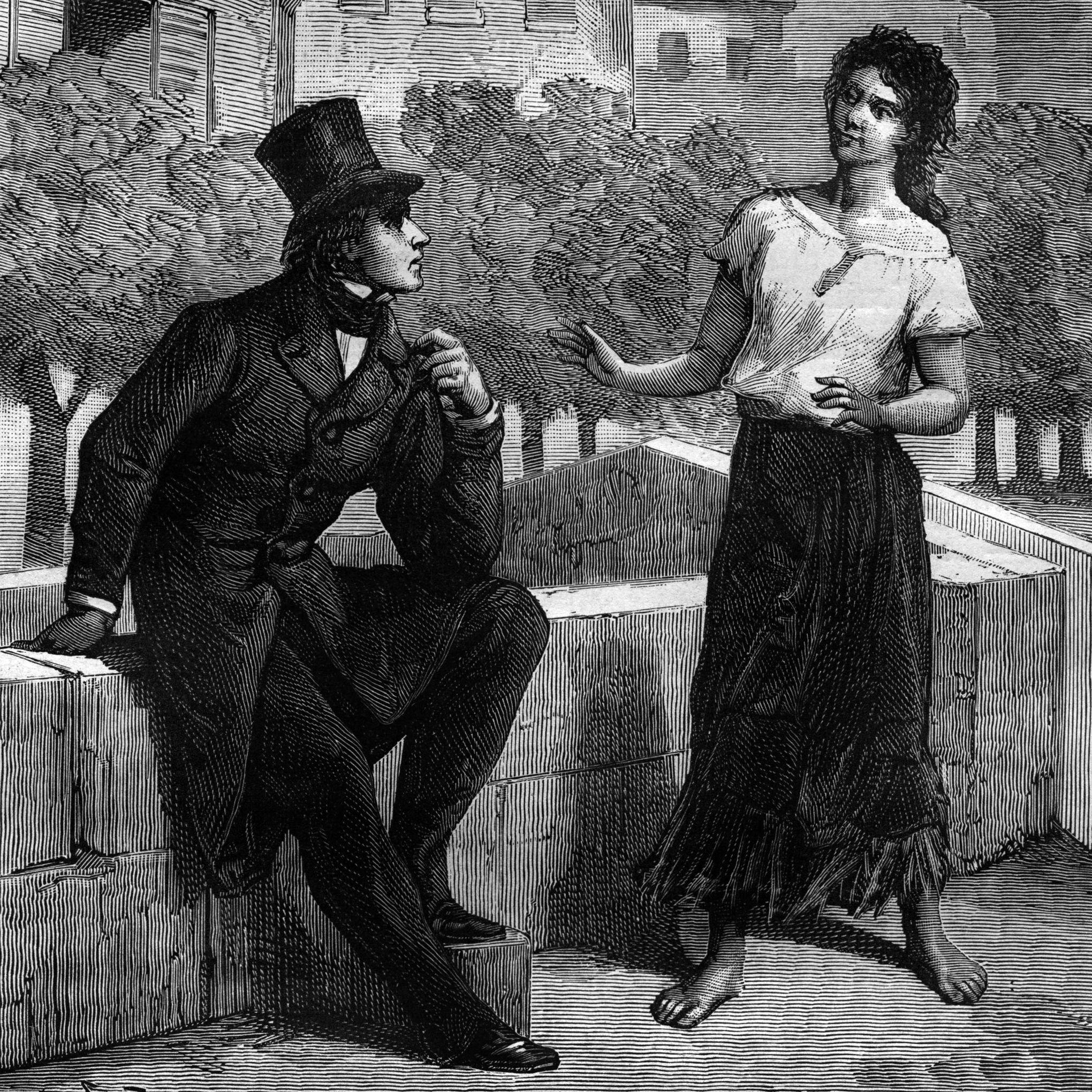
Éponine révèle l'adresse de Cosette à Marius.

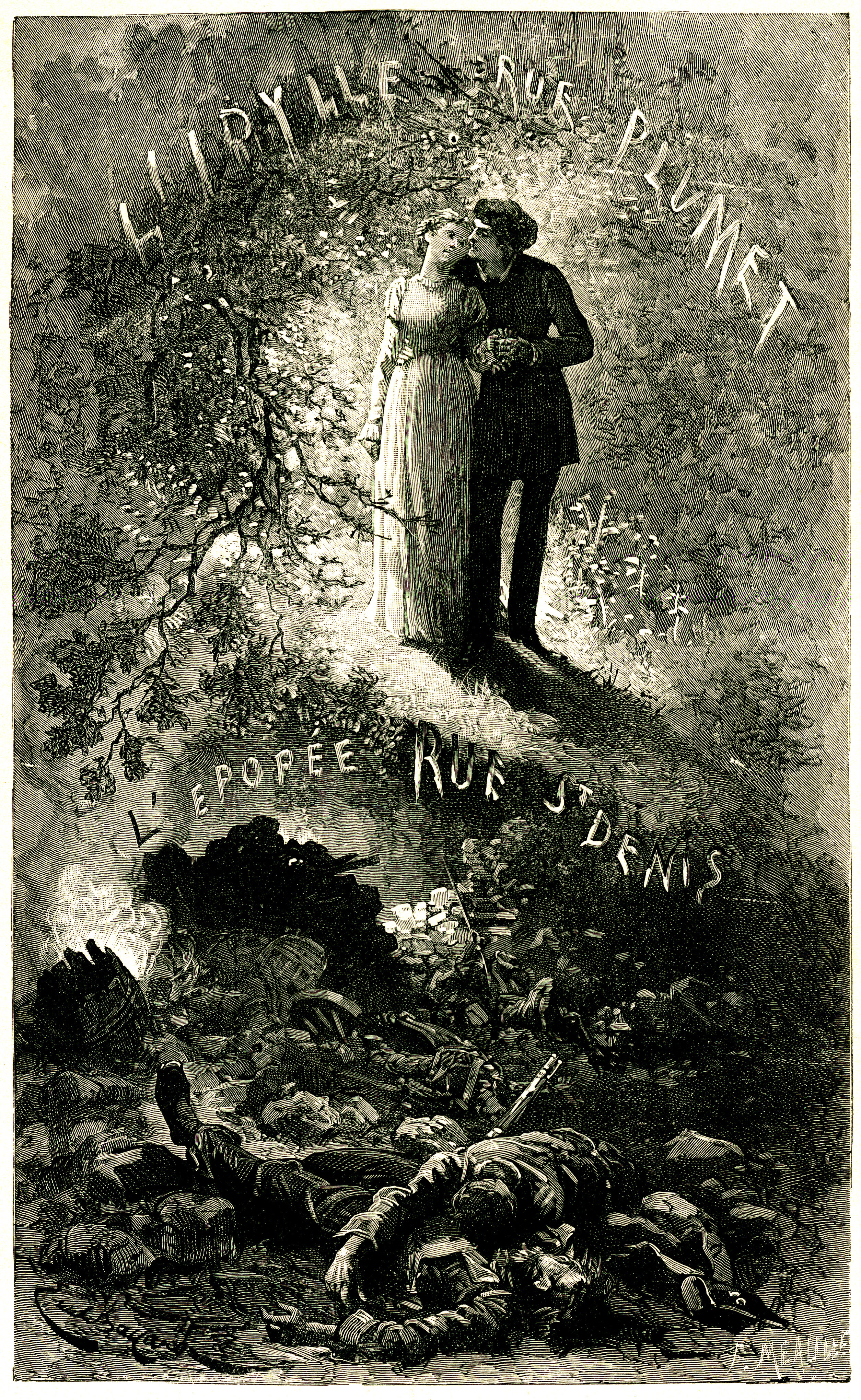
L'idylle entre Marius et Cosette dans le jardin de la rue Plumet.
« L'épopée rue Saint-Denis » : la barricade de la rue de la Chanvrerie en juin 1832.
Gravure de Fortuné Méaulle d'après un dessin d'après Émile Bayard.

C'est en avril 1832 que, grâce au père Mabeuf, Éponine retrouve la trace de Marius pour le conduire à « l'adresse » qu'il lui avait demandé de rechercher. Elle le conduit jusqu'à la demeure de sa belle inconnue qui habite avec son père dans un pavillon au milieu d'un grand jardin de la rue Plumet.
Marius approche un soir sa belle, Cosette, alors qu'elle se promène dans son jardin. Les deux amoureux vont vivre leur « Idylle de la rue Plumet » secrète aux yeux de tous sauf à ceux d'Éponine qui les épie à leur insu. Partagée entre jalousie et amour, elle devient la « chienne de garde » de la maison rue Plumet en en défendant l'accès à son père et aux Patron-Minette venus une nuit dans le but de la cambrioler.
M. Leblanc qui est, comme on l'aura deviné, Jean Valjean, est inquiété par différents événements autour de lui comme ce mot griffonné sur un bout de papier jeté par un inconnu (Éponine, qui a troqué ses guenilles de fille contre celles d'un garçon) : « Déménagez ». Il remarque aussi des mouvements suspects dans son jardin et un changement d'attitude de Cosette. Il ne lui en faut pas plus pour quitter soudainement sa maison du quartier des Invalides pour son autre demeure située au 7, de la rue de l'Homme-Armé dans le Marais. Son projet étant de partir pour l'Angleterre avec Cosette, car il redoute toujours d'être retrouvé par Javert.
Habitué aux déménagements intempestifs, Valjean quitte sans prévenir la rue Plumet le 4 juin et Cosette n'a que le temps d'écrire à la hâte sa nouvelle adresse et de demander à un « jeune ouvrier » (Éponine) qui traînait dans la rue Plumet de la porter à Marius Pontmercy. Parallèlement, Marius est retourné chez son grand-père Gillenormand pour lui demander l'autorisation d'épouser Cosette. Le grand-père se fourvoie en refusant, croyant que ce n'est qu'une amourette sans importance et son petit-fils, ulcéré, quitte encore une fois la demeure du grand-père accablé.
L'objectif d'Éponine n'est pas de remettre la lettre à Marius, mais au contraire de saisir cette occasion pour le séparer de Cosette. Lorsque Marius vient le soir du 5 juin rue Plumet, il trouve la maison fermée et comprend que Cosette et Jean Valjean sont partis précipitamment on ne sait où. Il est effondré lorsqu'il entend une voix lui crier que ses amis l'attendent à la barricade de la rue de la Chanvrerie, car les obsèques du général Lamarque ont déclenché une insurrection menée notamment par le groupe de l'ABC.
N'ayant plus rien à perdre, Marius se rend à la barricade avec l'idée d'y mourir. Mais le destin en décide autrement puisqu’Éponine, ne pouvant se résoudre à voir son bien-aimé malheureux, meurt en s'interposant devant le fusil qui visait Marius après lui avoir remis la lettre de Cosette.
Marius demeure cependant atterré par le refus de son grand-père et écrit à Cosette en demandant a Gavroche, de porter la lettre à Mlle Cosette, 7, rue de l'Homme-Armé. Dans cette lettre désespérée, Marius annonce qu'il va mourir sur la barricade puisque son grand-père refuse le mariage. C'est aussi un moyen pour Marius de soustraire Gavroche aux dangers de la barricade.
Gavroche remet la lettre à Valjean, car Cosette dort. Entre temps, Jean Valjean a déchiffré sur un buvard la lettre écrite par Cosette à Marius. C'est une découverte douloureuse pour Valjean qui se rend à cette barricade afin de comprendre qui est ce Marius que sa protégée, sa raison de vivre, aime plus que tout au monde.
Marius est surpris par l'arrivée de Valjean au moment où les événements de ce 6 juin 1832 vont se précipiter sur la barricade qui va être prise d'assaut et où tout le monde va mourir y compris Gavroche Thénardier que Marius n'aura pas réussi à sauver.
En revanche, Marius, gravement blessé et inconscient, est secouru par cet ange de miséricorde qu'est Valjean sans qu'il sache à qui il doit la vie.

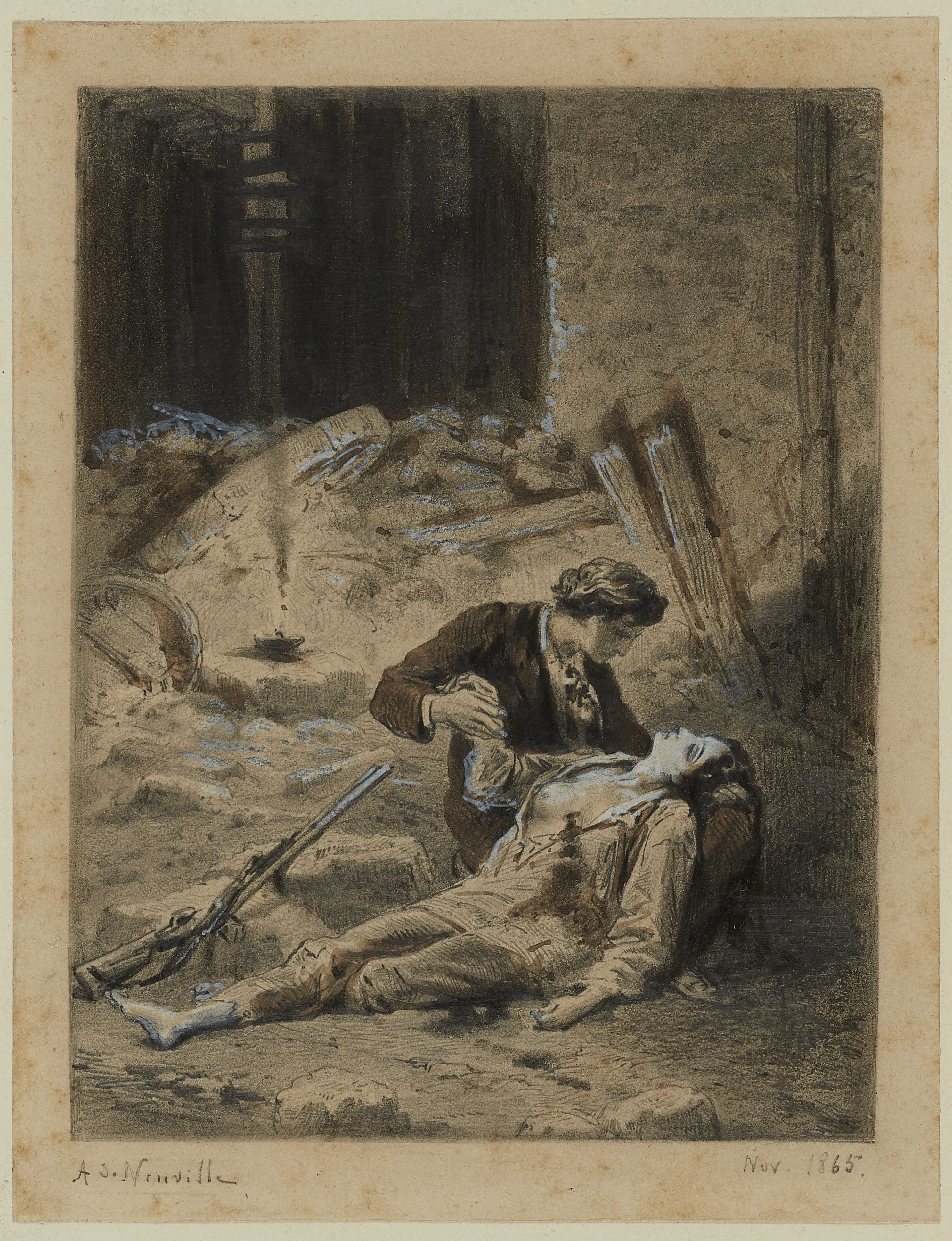
Mort d'Éponine dans les bras de Marius. Dessin d'Alphonse de Neuville.
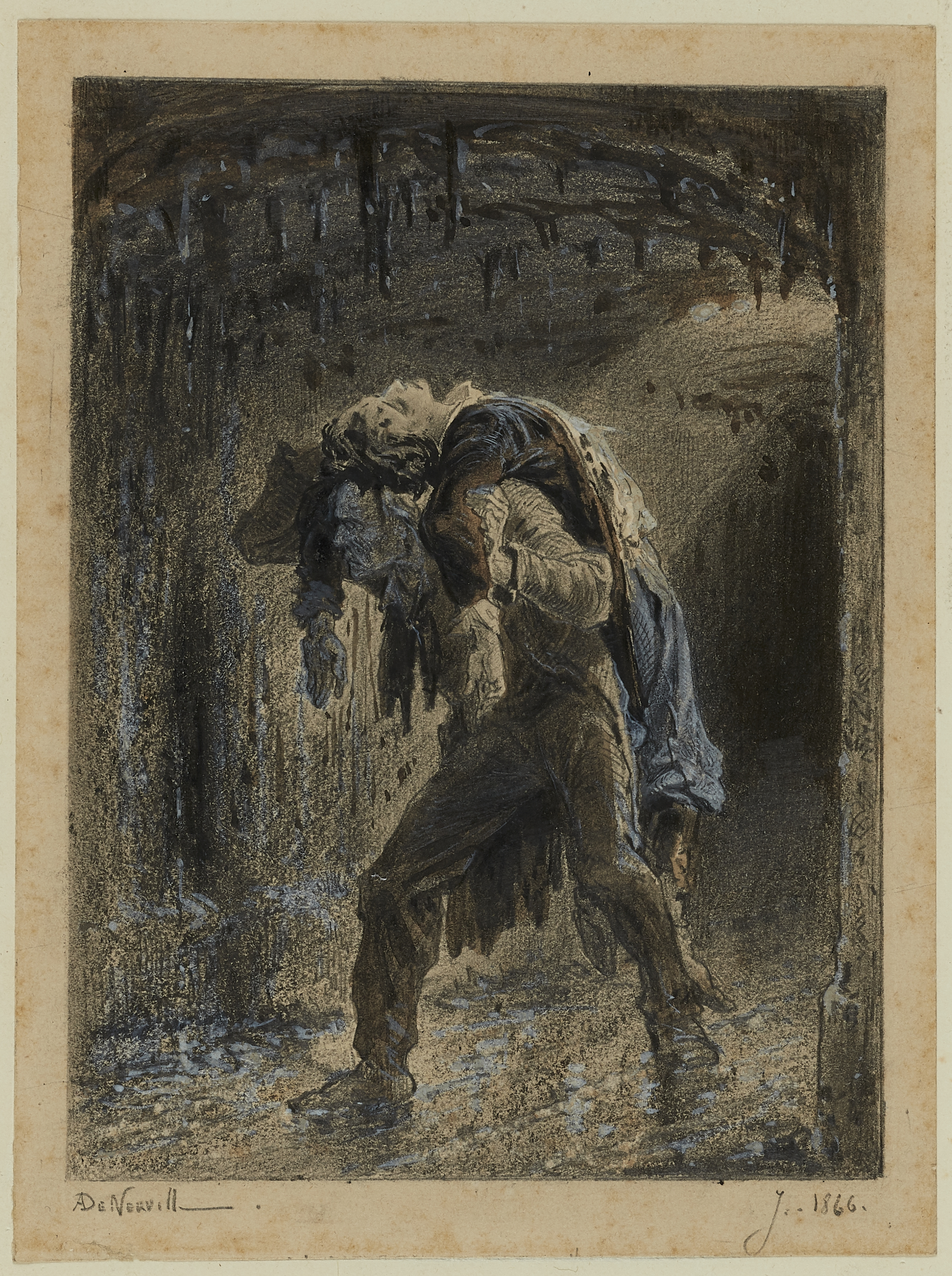
Jean Valjean porte Marius blessé à travers l'intestin du Léviathan. Dessin d'Alphonse de Neuville.
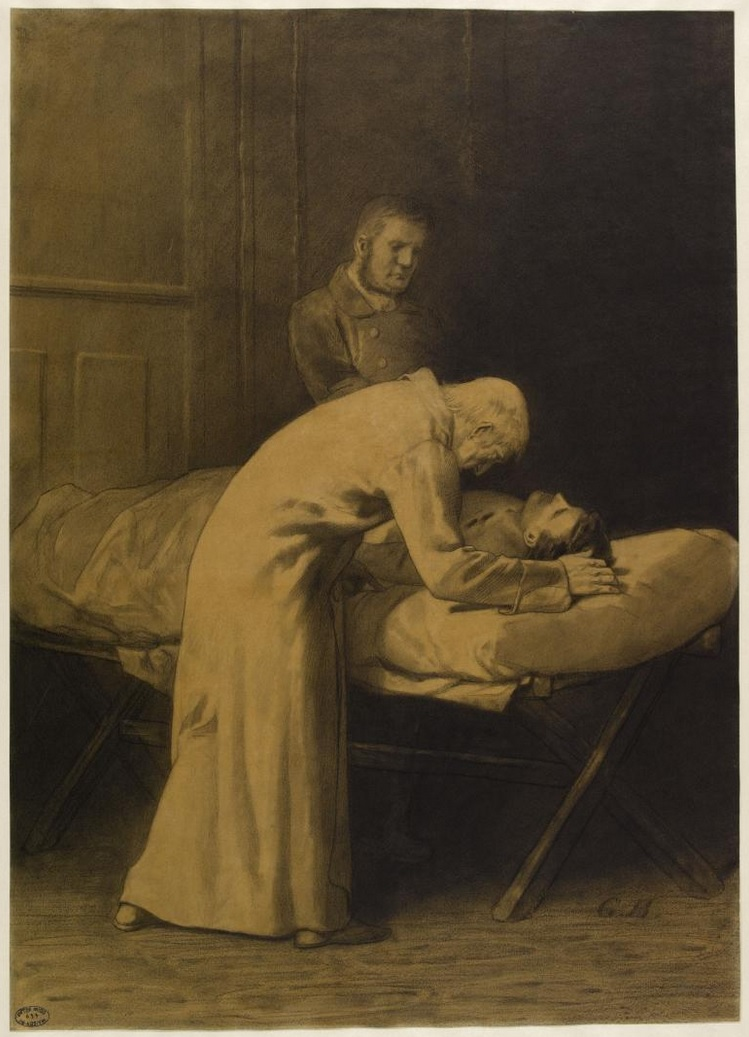
M. Gillenormand, Marius blessé et Jean Valjean. Illustration de Gustave Brion

Marius se réveille dans la maison de son grand-père et se remet lentement de ses blessures avec le bonheur de recevoir tous les jours la visite de Cosette et de Jean Valjean. Le mariage est célébré le 16 février 1833.
Marius est confronté à une étrange révélation de la part de Jean Valjean qu'il suspecte d'un comportement douteux. Il pense en avoir la certitude quand Valjean lui apprend qu'il est un bagnard en rupture de ban et que Cosette n'est pas sa fille. Marius est épouvanté par cet homme. Ne pouvant mesurer le chemin de la rédemption de Valjean qui passe par l'abnégation, Marius préfère cesser toute relation avec lui.
Mais en juin 1833, Marius reçoit la visite d'un certain « Thénard » en qui il reconnaît cette canaille de Thénardier venu calomnier Valjean afin de soutirer de l'argent au « baron de Pontmercy » puisque Marius a repris le titre légué par son père. Désirant respecter le souhait de son père envers Thénardier, Marius consent à l'écouter et les propos de Thénardier vont avoir l'effet inverse à celui qu'il escomptait. Marius mesure la véritable dimension humaine et le sacrifice de Valjean en même temps qu'il doute que Thénardier ait réellement sauvé son père.
Marius et Cosette arrivent trop tard au chevet de Valjean dont ils vont recueillir le dernier souffle.

## Premières lignes de la lettre de déclaration d'amour de Marius à Cosette[10]
« La réduction de l'univers à un seul être, la dilatation d'un seul être jusqu'à Dieu, voilà l'amour.
L'amour c'est la salutation des anges aux astres.
Comme l'âme est triste quand elle est triste par l'amour !
Quel vide que l'absence de l'être qui à lui seul remplit le monde ! Oh ! comme il est vrai que l'être aimé devient Dieu. On comprendrait que Dieu en fût jaloux si le Père de tout n'avait pas évidemment fait la création pour l'âme, et l'âme pour l'amour.
Il suffit d'un sourire entrevu là-bas sous un chapeau de crêpe blanc à bavolet lilas, pour que l'âme entre dans le palais des rêves.
Dieu est derrière tout, mais tout cache Dieu. Les choses sont noires, les créatures sont opaques. Aimer un être, c'est le rendre transparent.
De certaines pensées sont des prières. Il y a des moments où, quelle que soit l'attitude du corps, l'âme est à genoux. »

## Au cinéma et à la télévision

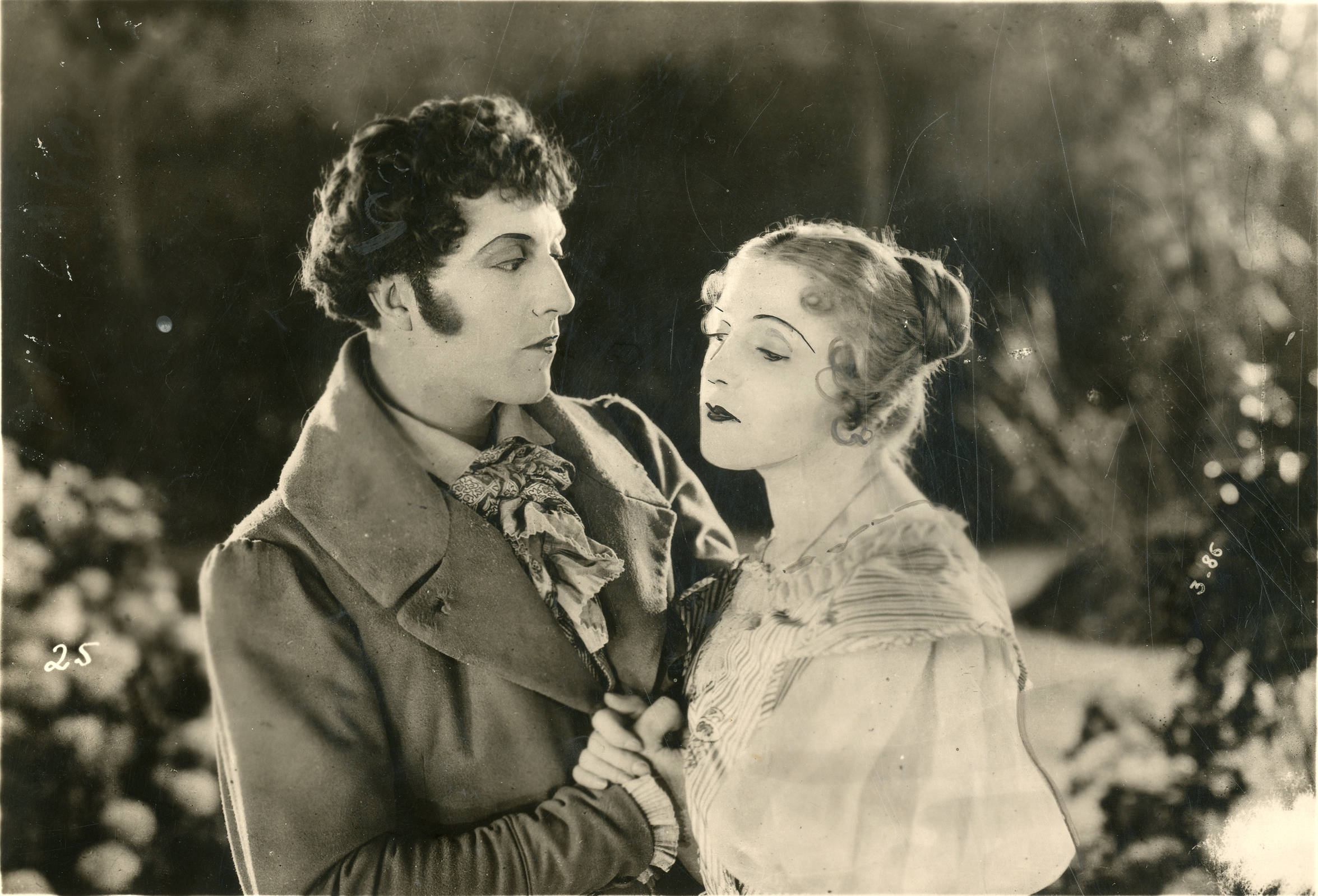
François Rozet (Marius) avec Sandra Milowanoff (Cosette) dans le film de 1925.

Marius a été notamment incarné au cinéma et à la télévision par :
- François Rozet, 1925, version de Henri Fescourt
- Jean Servais, 1934, version de Raymond Bernard
- John Beal, 1935, version de Richard Boleslawski
- Aldo Nicodemi, 1948, version de Riccardo Freda
- Cameron Mitchell, 1952, version de Lewis Milestone
- Giani Esposito, 1958, version de Jean-Paul Le Chanois
- François Marthouret, 1972, version TV de Marcel Bluwal
- Christopher Guard, 1978, version de Glenn Jordan
- Frank David, 1982, version de Robert Hossein
- Hans Matheson, 1998, version de Bille August
- Enrico Lo Verso, 2000, version TV de Josée Dayan
- Eddie Redmayne, 2012, version de Tom Hooper
- Josh O'Connor, 2018, version dans l'adaptation d'Andrew Davies pour la BBC